# Дзуйгандзи
Дзуйгандзи (яп. 瑞巌寺) — дзэн-буддийский храмовый комплекс, относящийся к школе Риндзай, расположенный в Мацусиме.

## История

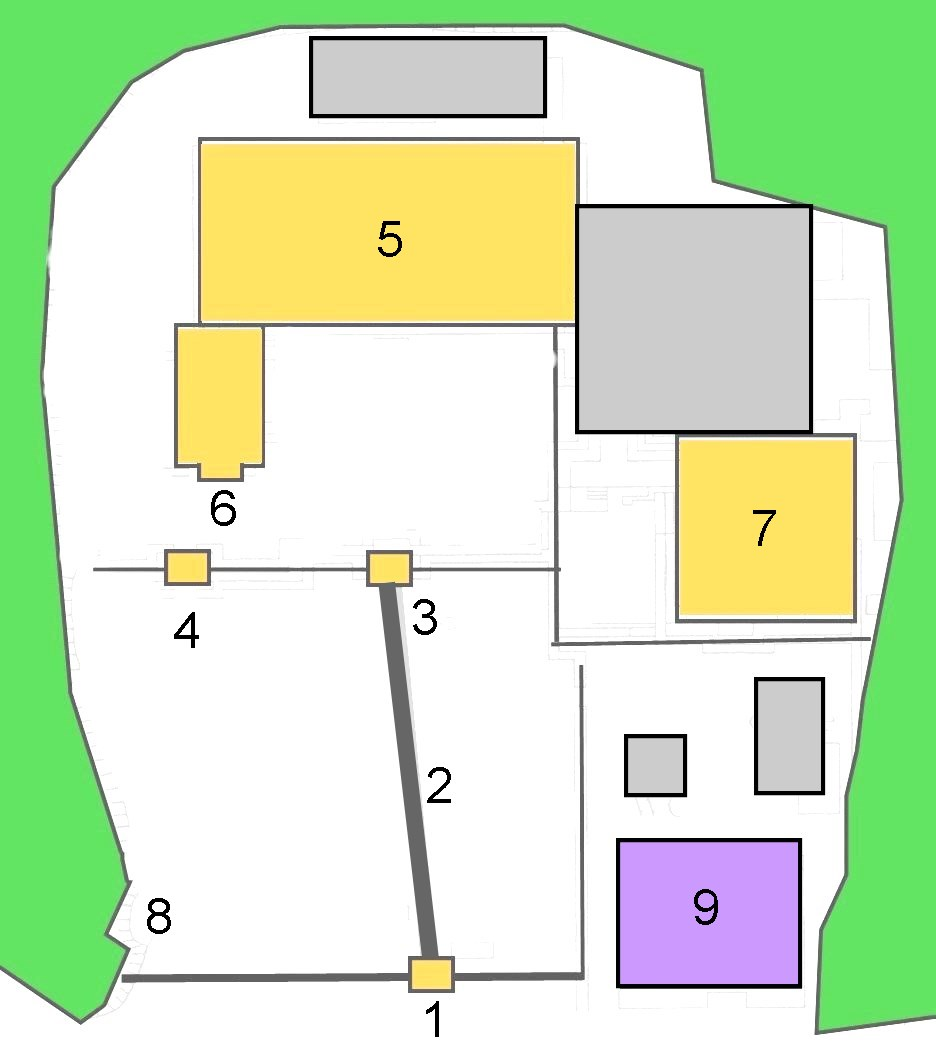
План храмового комплекса

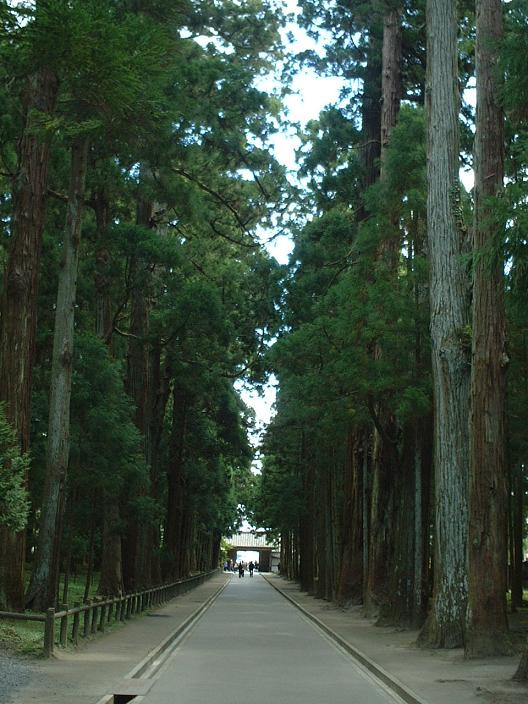
Дорога к храму

Храм Дзуйгандзи основал монах Эннин в 828 году. Храм был возрождён в 1600 году при Датэ Масамунэ —  даймё княжества Сэндай. В первую очередь был восстановлен (1604) небольшой храм Годайдо на острове недалеко от берега. В том же году Масамунэ лично определил планировку строящегося храмового комплекса Дзуйгандзи, строительство которого было начато в следующем году (1605) длилось четыре года (1605—1609). Масамунэ не жалел средств на реконструкцию, он заказал лучшие строительные материалы и пригласил знаменитых мастеров из Киото, Вакаямы и Осаки. На строительство храмового комплекса в Мацусиму прибыло в общей сложности 130 опытных мастеров. Перед входом в храм были посажены два абрикосовых дерева, привезенных Масамунэ из корейского похода – цветы у одного белые, а у другого красные.
С момента окончания постройки храмового комплекса (1609) он использовался в качестве семейного храма рода Датэ.
Главное здание храма  Крайнее левое помещение главного здания предназначалось для императора, там было сделано дополнительное возвышение, на которое никто не имел права ступать, за исключением высочайшей особы. Для императора был устроен отдельный вход на храмовую территорию с отдельными «императорскими воротами». В небольшом зале, где стоит деревянная статуя «Неподвижного Повелителя») с двумя прислужниками по сторонам. После смерти Масамунэ в этой комнате были размещены тела более десяти ближайших сподвижников Масамунэ, которые «последовали за господином», совершив обряд дзюнси, разрезав себе животы. После окончания ритуала, их тела принесли и на время уложили именно здесь.
Одно из зданий храмового комплекса (справа от главного здания) с трубой на крыше, оформленной в виде башенки, является поварской с провиантским складом. Масамунэ был признанным гастрономом и ценителем японской, китайской и корейской кухни.
Поэт Мацуо Басё, посетивший храм во время своего путешествия по северу Японии, выразил своё восхищение золотыми стенами внутри храма, отразив это в своих хайку.
После смерти Масамунэ в 1636 году священник Унго Зенши (1582—1658) взял на себя дальнейшее строительство. Были построены второстепенные храмы Энцуин, Ётокуин, Тэнринъин, Тэндоан и другие. В результате храмовый район (Гаран) включал около 30 зданий. Кроме того, было создано более 70 филиалов храма.
После реставрации Мэйдзи (1868—1889) система храмов потеряла много жертвователей, в связи с чем в настоящее время осталось только часть, упомянутых выше зданий и храмов.
Храмовый комплекс сильно пострадал от землетрясения 2011 года. Его восстановление заняло пять лет (2011—2016).

## Описание
В главном зале храма в изобилии представлены произведения искусства, отражающие тонкий эстетический вкус Масамунэ. Раздвижные двери и декоративные ниши в десяти комнатах храма покрыты золотой фольгой и украшены изображениями сосен, павлинов, красных и белых камелий, небесных дев.
Дорога к храму  ведет по тропе, обрамленной величавыми кедрами.
На территории храмового комплекса в каменной стене высечено несколько неглубоких пещер (гротов), высеченных в скале. Эти пещеры использовались для медитаций и аудиенций руководства Дзуйгандзи с высокопоставленными посетителями, а затем его превратили в колумбарий для размещения пепла скончавшихся монахов. Построенные в период Камакуры (1185—1333), эти пещеры оставались в эксплуатации до периода Эдо  (1603—1868).
Главное здание храма и монастырская поварская вошли в список национального достояния и культурного наследия Японии.
В храмовых садах также находится художественный музей Дзуйгандзи, открытый в 1995 году, в котором представлены каллиграфии древних монахов, картины фусума, предметы, связанные с чайной церемонией и портреты.

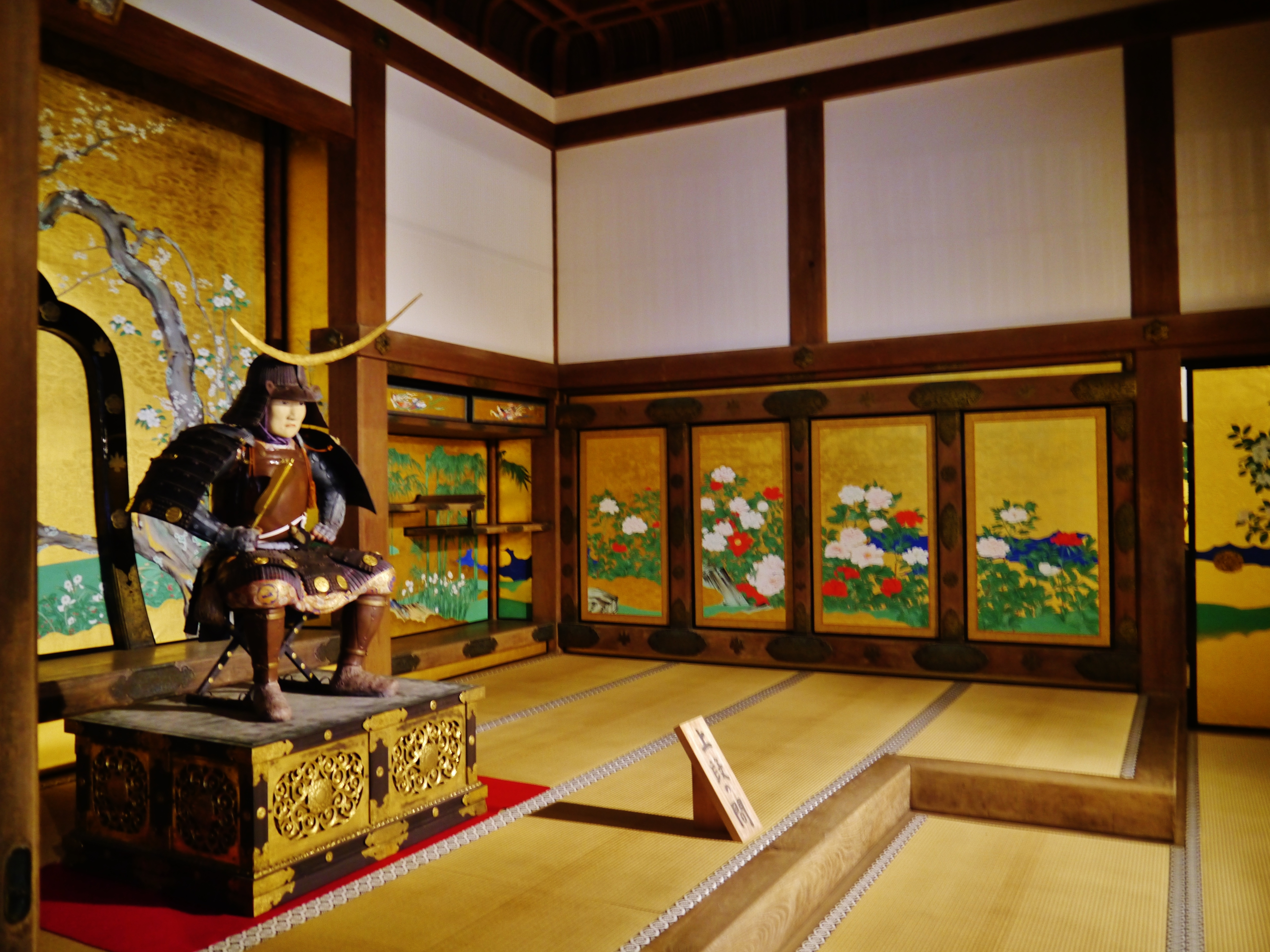
Интерьер зала приёмов главного здания
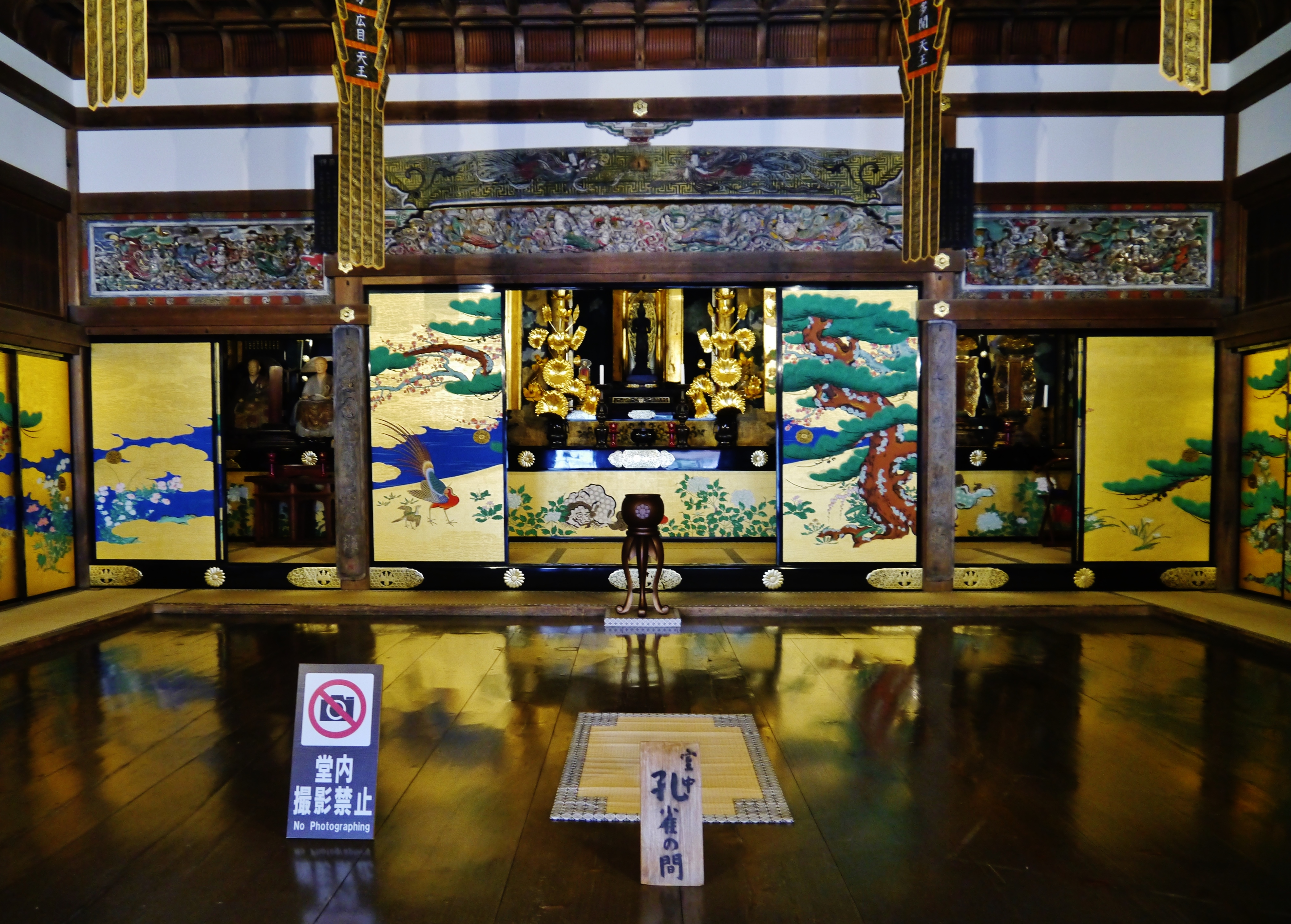
Раздвижные двери Павлиньей комнаты
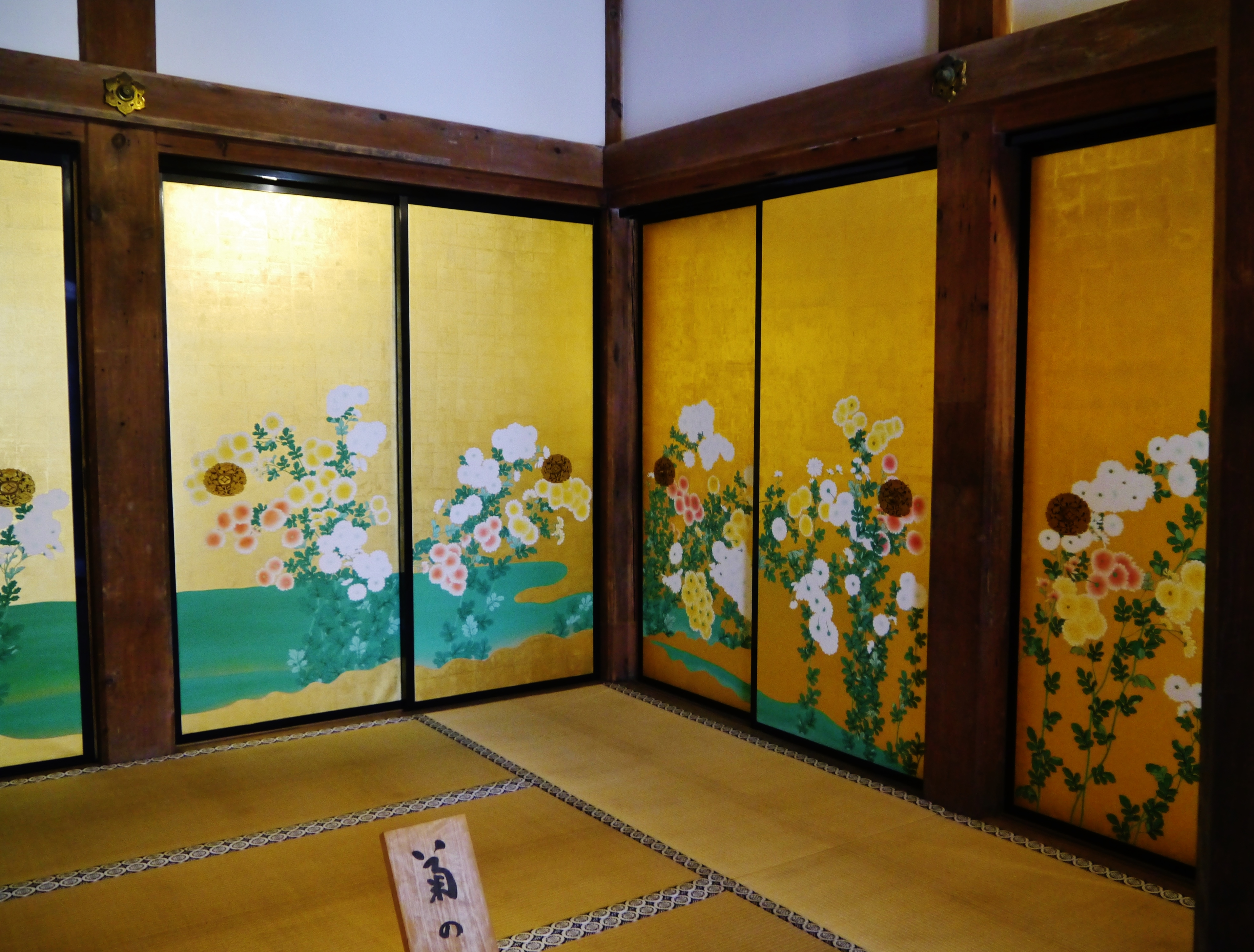
Интерьер залов главного здания
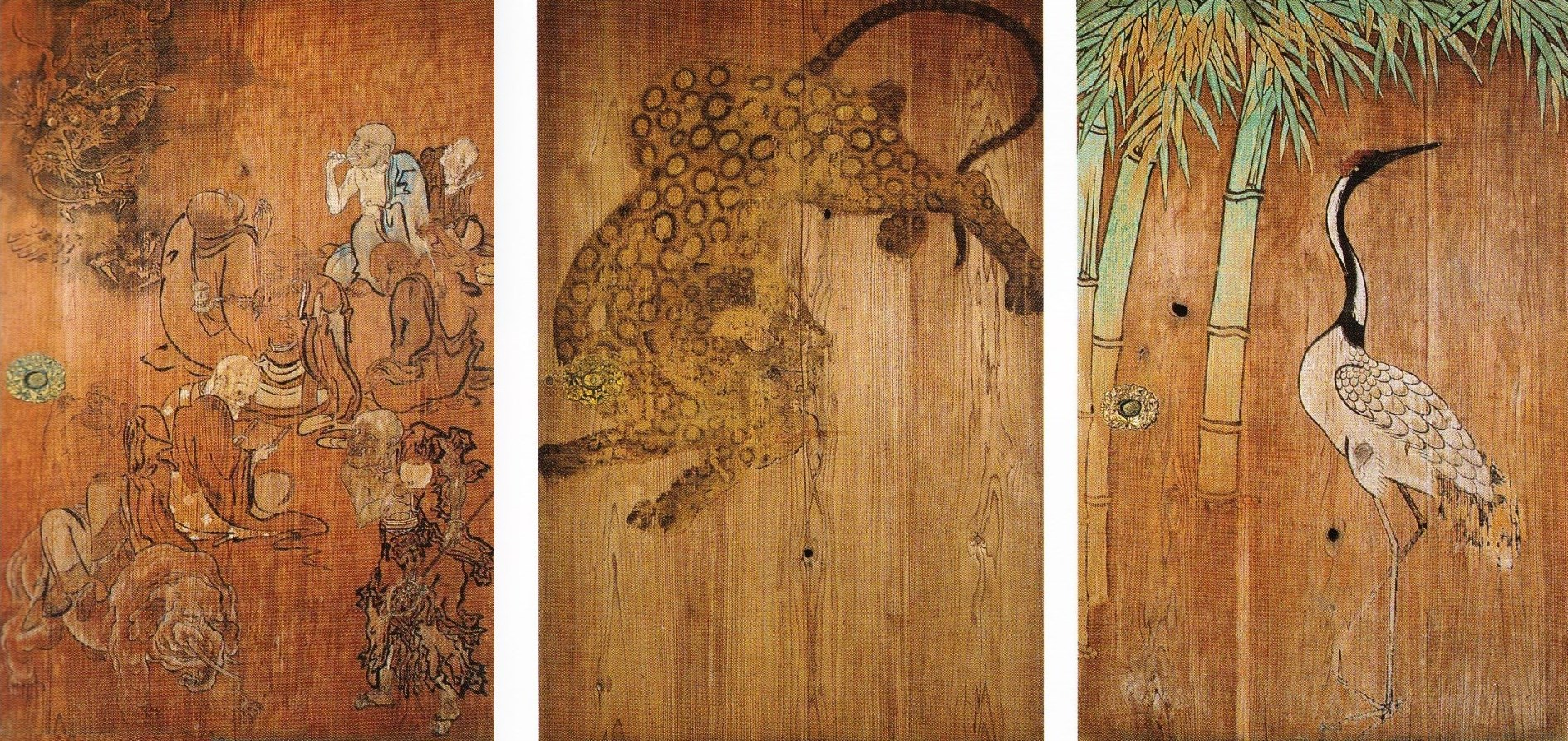
Роспись интерьеров главного здания
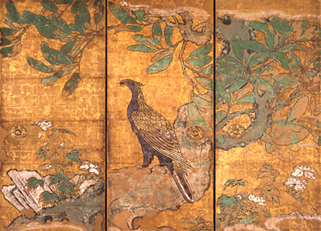
Роспись интерьеров главного здания
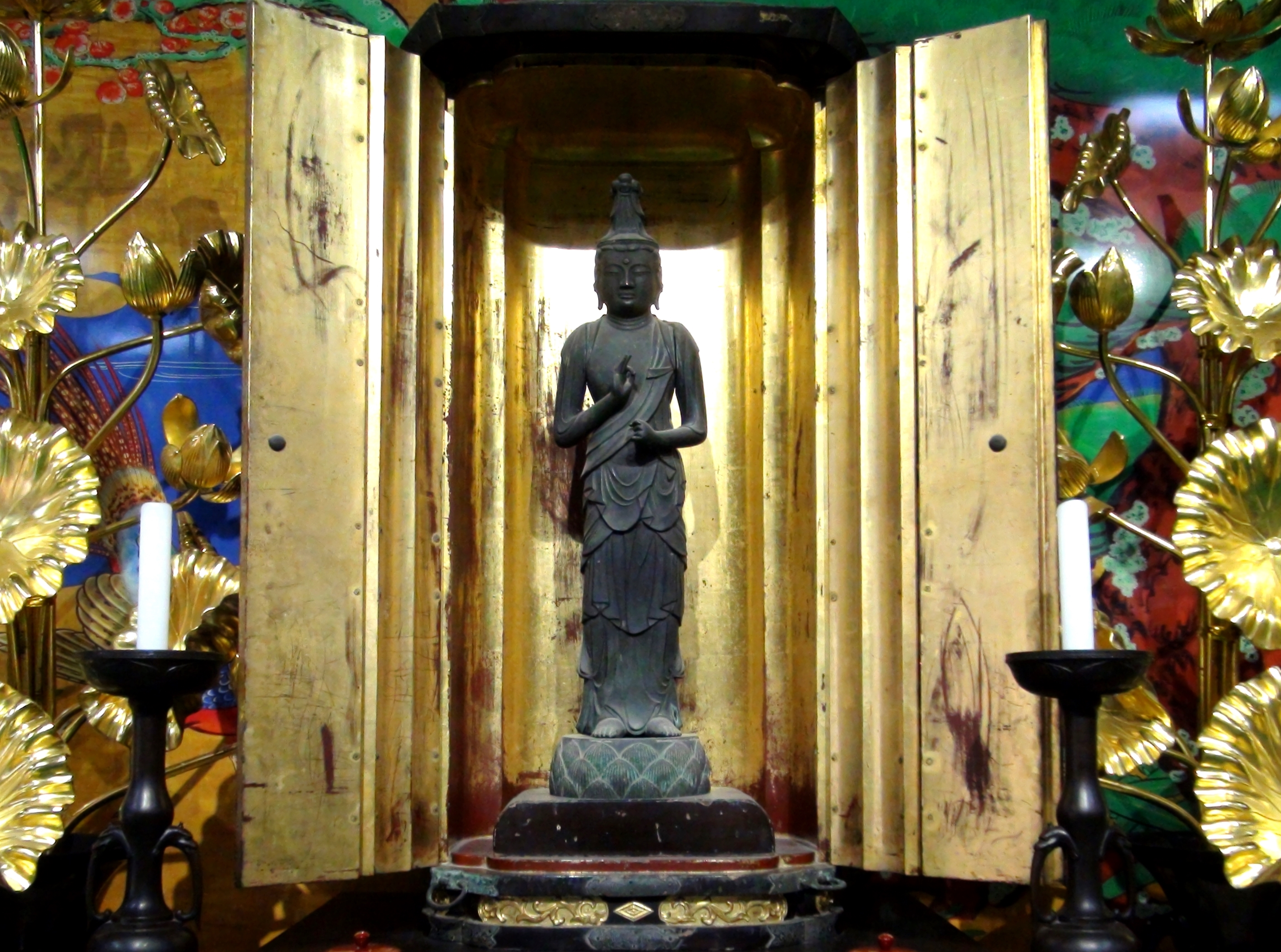
Статуя Будды

## План храмового комплекса
1. Сёмон — внешние въездные ворота.
2. Сандо — тропа, ведущая к храмовому комплексу, усажена высокими деревьями. В период Эдо боковые храмы (Таттю) стояли здесь справа и слева.
3. Накамон — средние ворота.
4. Онаримон — императорские ворота.
5. Хондо — главное здание.
6. Онари гэнкан — вход в главное здание.
7. Кури — монастырская поварская.
8. Хоссин — гробница.
9. Музей.

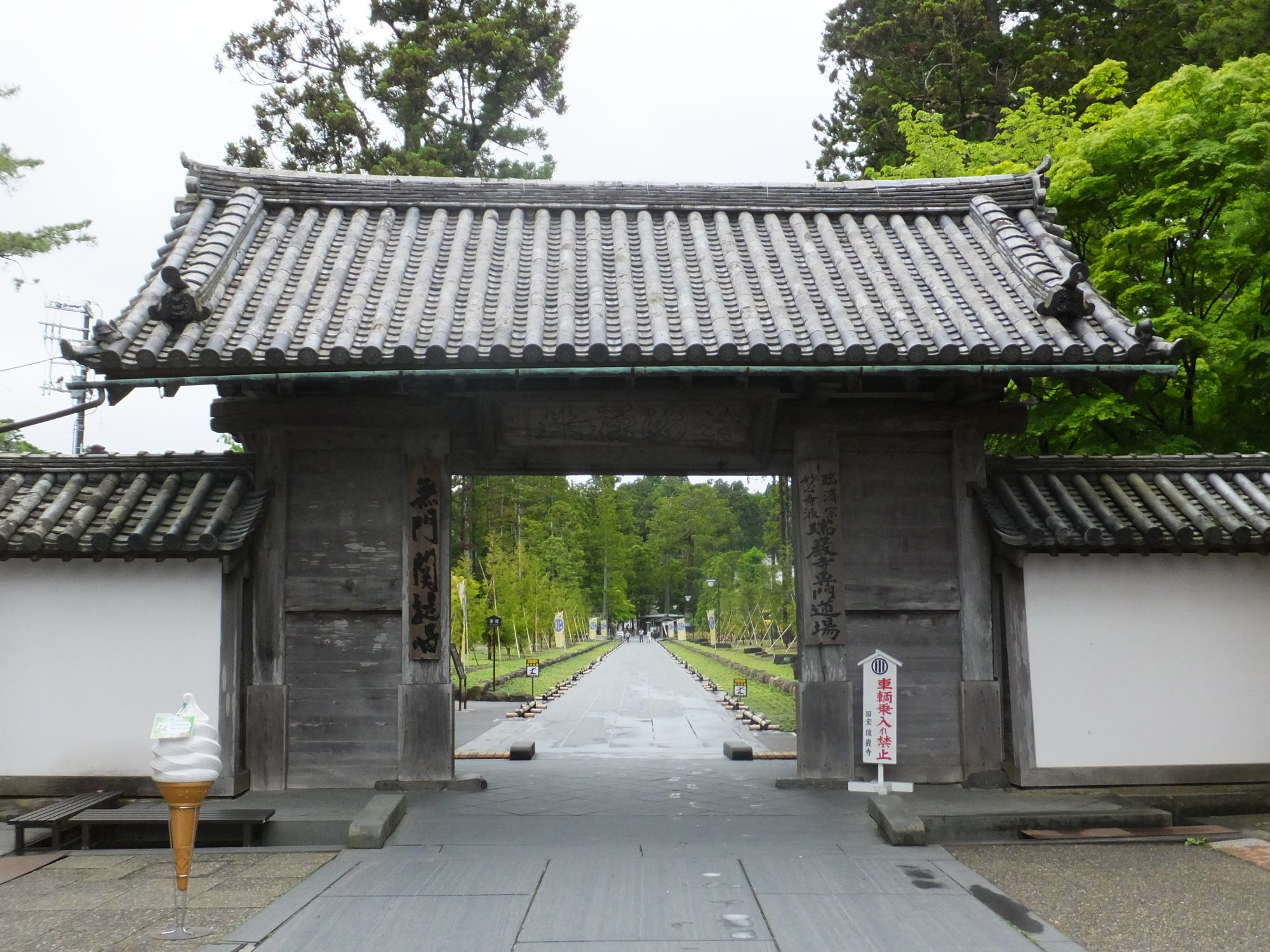
Семон — главные ворота
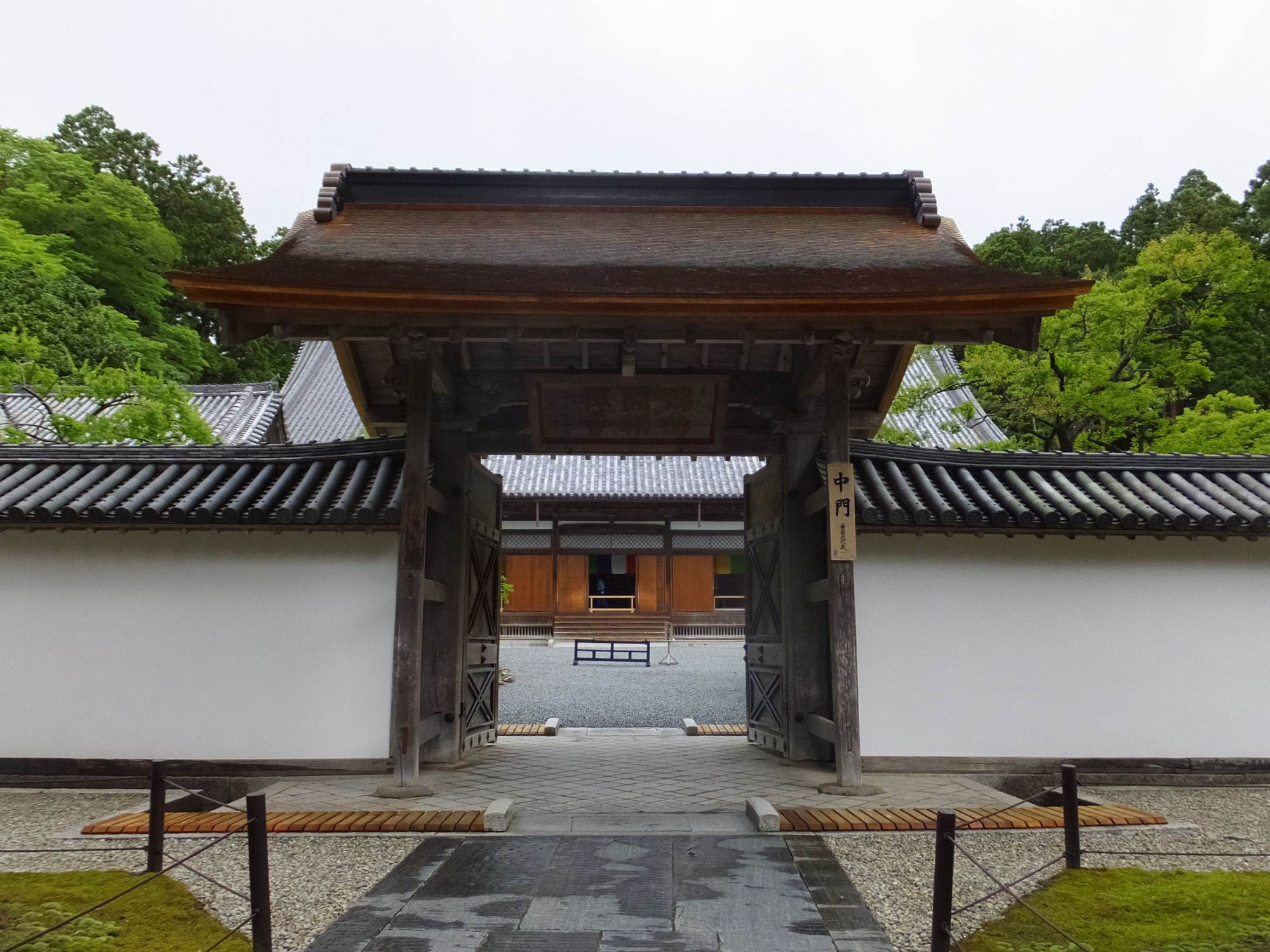
Накамон — внутренние входные ворота
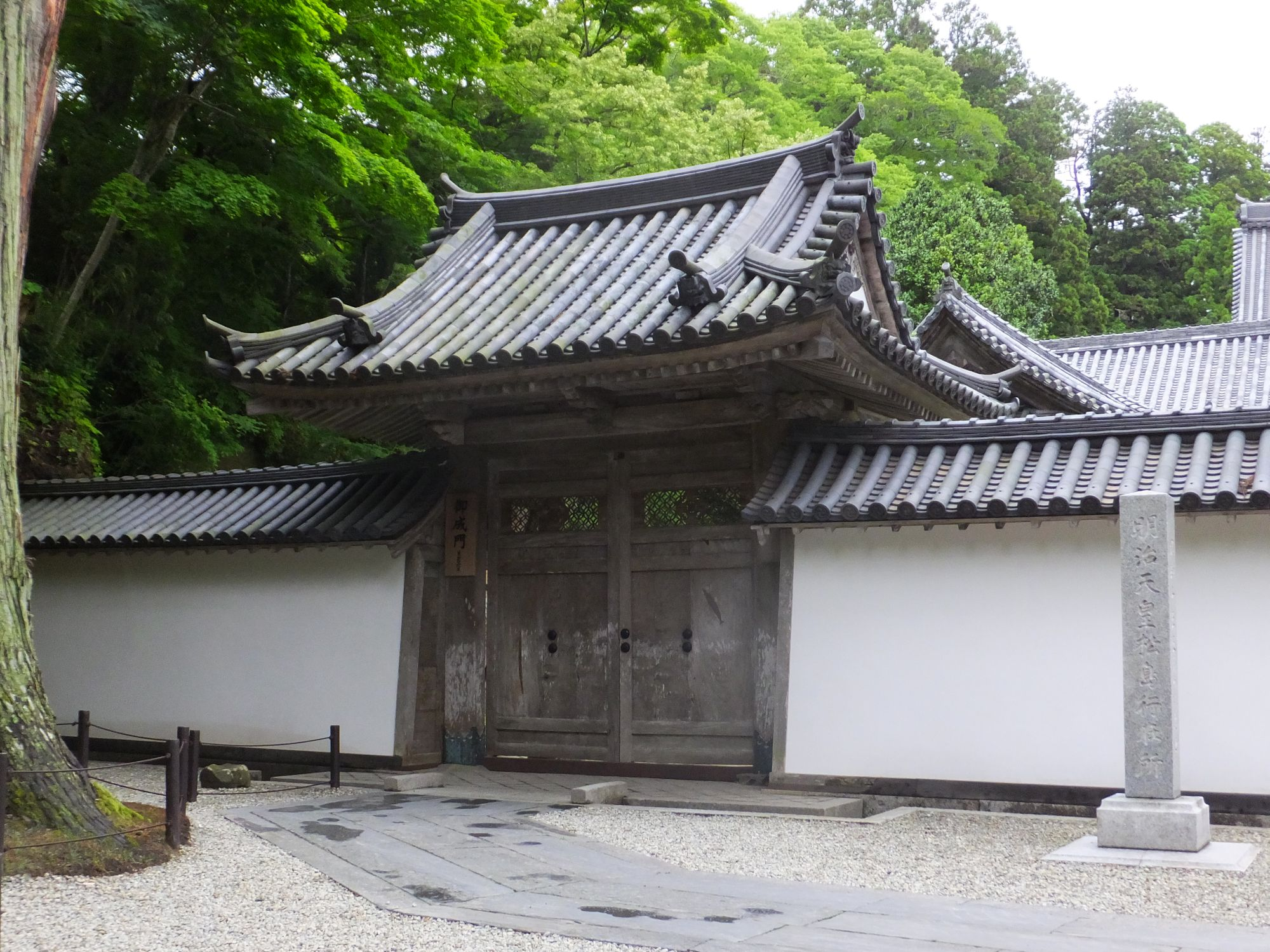
Онаримон — императорские ворота
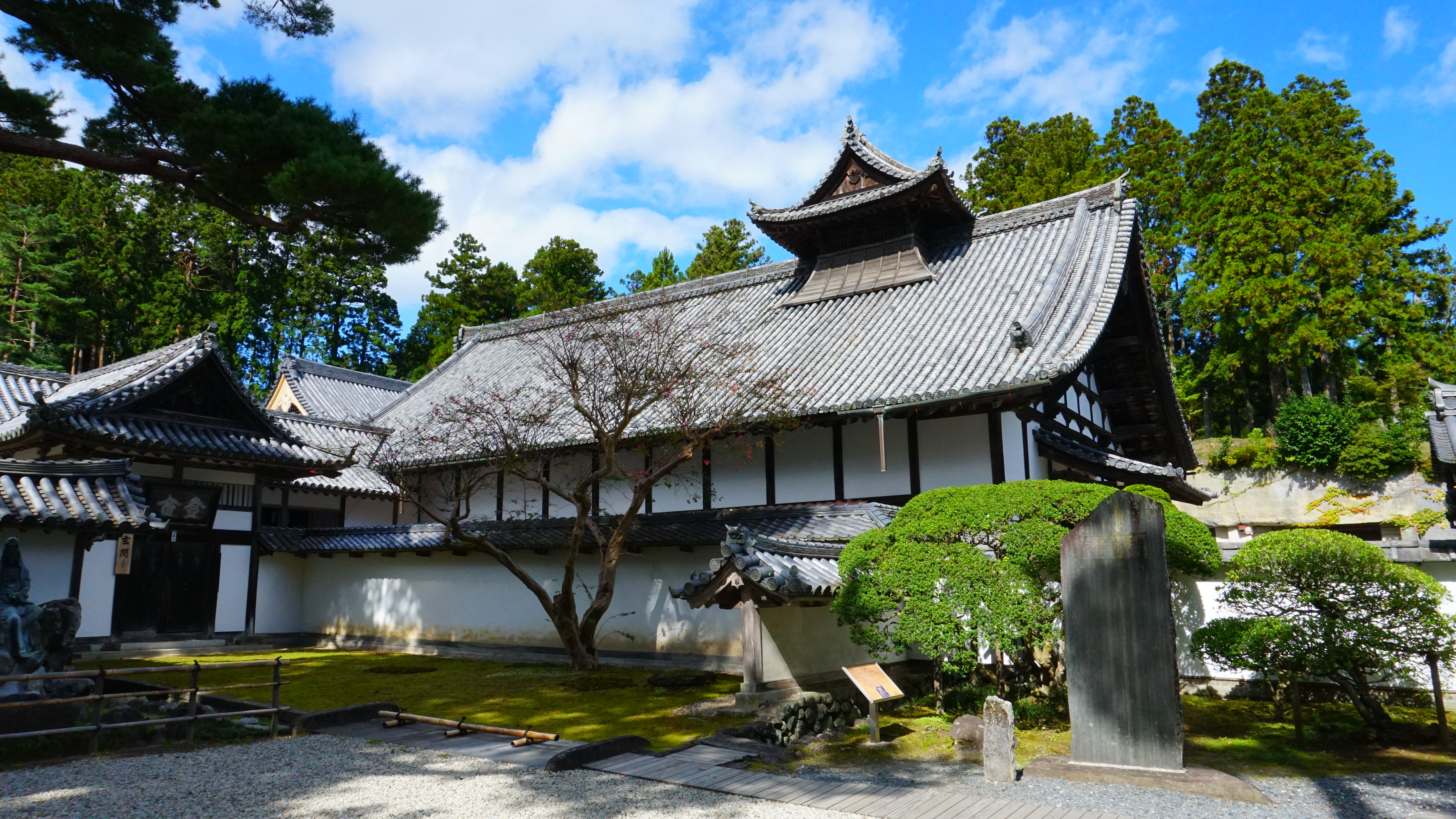
Кури — монастырская поварская
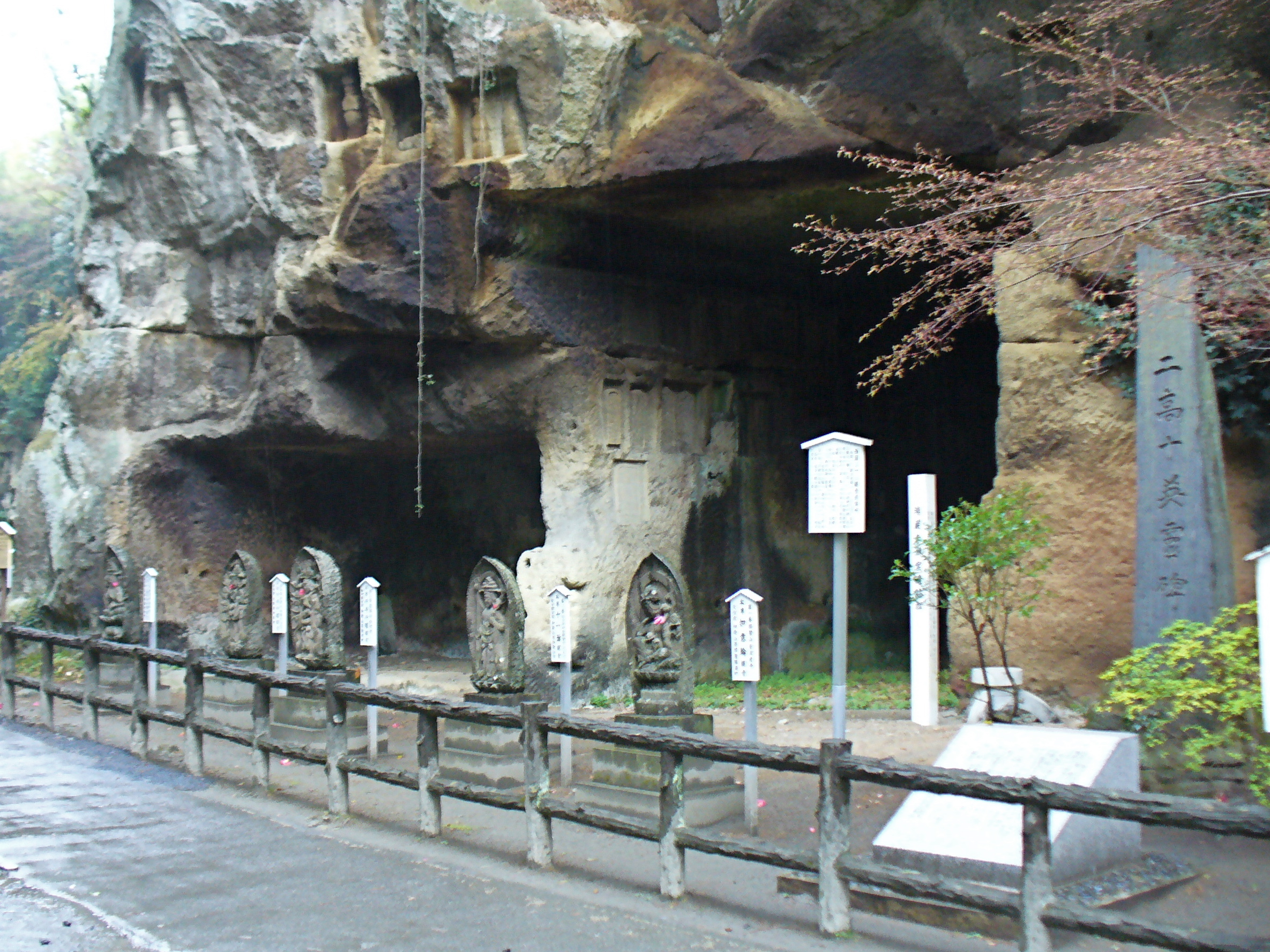
Пещеры храма Дзуйгандзи, хранящий пепел умерших
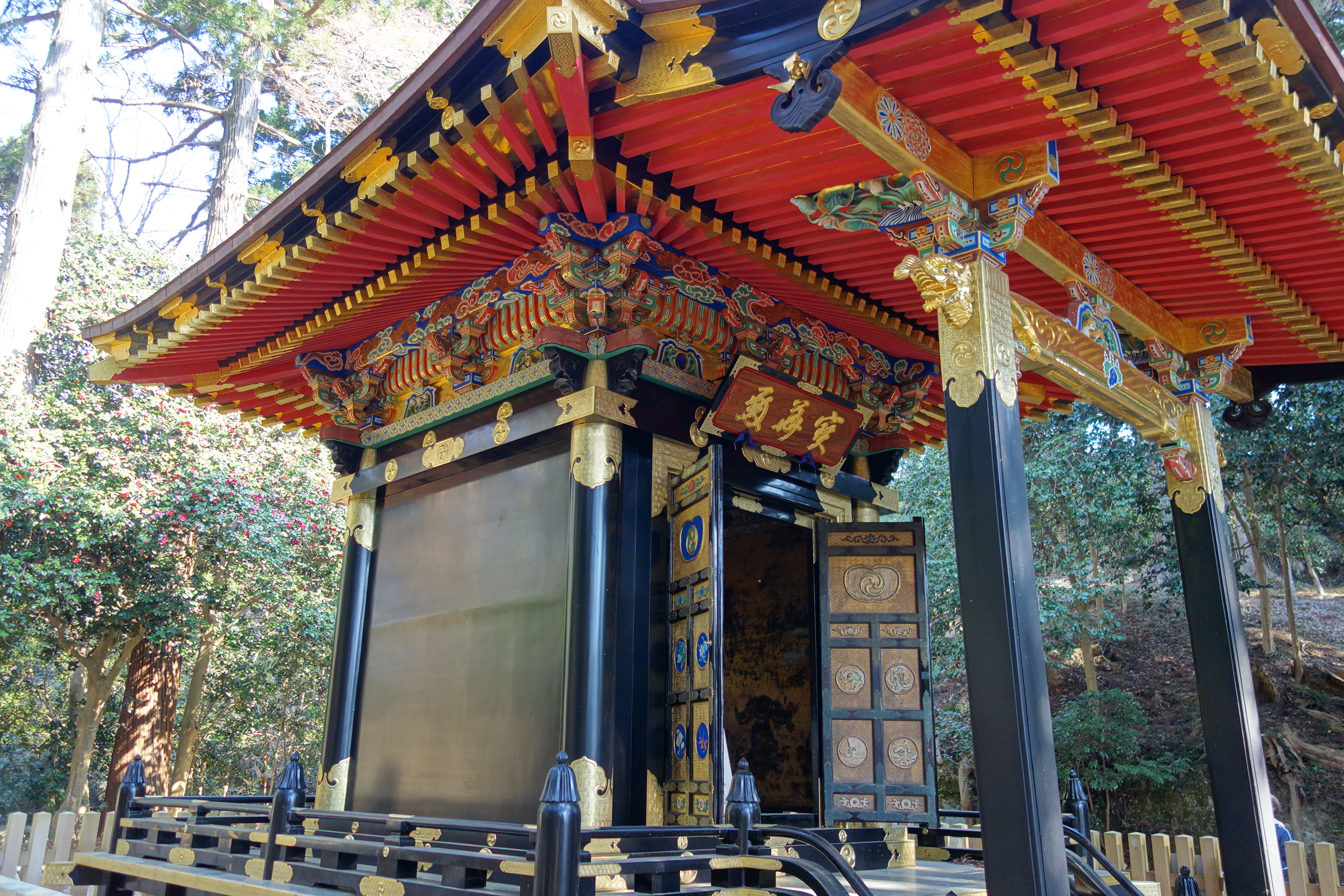
Мавзолей жены Датэ Масамунэ — Мэго-Химэ из клана Тамура